# Upplands runinskrifter 560
Upplands runinskrifter 560 är ett vikingatida runstensfragment av ljusröd sandsten i Malsta kyrka, Malsta socken och Norrtälje kommun. Runstenen är 1,02 meter hög och 0,82 meter bred.  U 560 förvaras i kyrkans vapenhus. Möjligen är stenen ristad av Öpir.

## Inskriften
Translitterering av runraden:
hulfr · uk · uþulfr ' li(t)... ...
Normalisering till runsvenska:
Ulfʀ ok Auðulfʀ let[u] ...
Översättning till nusvenska:
Ulv och Ödulv läto ...